# Bruno Ecuele Manga
Bruno Ecuele Manga (Libreville, 16 luglio 1988) è un calciatore gabonese, difensore del Paris 13 Atletico e della nazionale gabonese.

## Carriera

### Club
Ha giocato nella prima divisione francese ed in quella inglese.

### Nazionale
Ha esordito in nazionale nel 2006. Tra il 2010 ed il 2021 ha partecipato a cinque edizioni della Coppa d'Africa.

## Statistiche

### Cronologia presenze e reti in nazionale
| Cronologia completa delle presenze e delle reti in nazionale ― Gabon | Cronologia completa delle presenze e delle reti in nazionale ― Gabon | Cronologia completa delle presenze e delle reti in nazionale ― Gabon | Cronologia completa delle presenze e delle reti in nazionale ― Gabon | Cronologia completa delle presenze e delle reti in nazionale ― Gabon | Cronologia completa delle presenze e delle reti in nazionale ― Gabon | Cronologia completa delle presenze e delle reti in nazionale ― Gabon | Cronologia completa delle presenze e delle reti in nazionale ― Gabon |
| Data                                                                 | Città                                                                | In casa                                                              | Risultato                                                            | Ospiti                                                               | Competizione                                                         | Reti                                                                 | Note                                                                 |
| -------------------------------------------------------------------- | -------------------------------------------------------------------- | -------------------------------------------------------------------- | -------------------------------------------------------------------- | -------------------------------------------------------------------- | -------------------------------------------------------------------- | -------------------------------------------------------------------- | -------------------------------------------------------------------- |
| 8-10-2006                                                            | Abidjan                                                              | Costa d'Avorio                                                       | 5 – 0                                                                | Gabon                                                                | Qual. Coppa d'Africa 2008                                            | -                                                                    | 46’                                                                  |
| 12-6-2007                                                            | Saint-Paul                                                           | La Riunione                                                          | 0 – 3                                                                | Gabon                                                                | Amichevole                                                           | -                                                                    |                                                                      |
| 21-8-2007                                                            | Créteil                                                              | Benin                                                                | 2 – 2                                                                | Gabon                                                                | Amichevole                                                           | 1                                                                    |                                                                      |
| 8-9-2007                                                             | Libreville                                                           | Gabon                                                                | 0 – 0                                                                | Costa d'Avorio                                                       | Amichevole                                                           | -                                                                    | 20’                                                                  |
| 25-3-2008                                                            | Aubervilliers                                                        | RD del Congo                                                         | 0 – 0                                                                | Gabon                                                                | Amichevole                                                           | -                                                                    |                                                                      |
| 7-6-2008                                                             | Tripoli                                                              | Libia                                                                | 1 – 0                                                                | Gabon                                                                | Qual. Mondiali 2010                                                  | -                                                                    |                                                                      |
| 14-6-2008                                                            | Libreville                                                           | Gabon                                                                | 2 – 0                                                                | Ghana                                                                | Qual. Mondiali 2010                                                  | -                                                                    |                                                                      |
| 22-6-2008                                                            | Kumasi                                                               | Ghana                                                                | 2 – 0                                                                | Gabon                                                                | Qual. Mondiali 2010                                                  | -                                                                    |                                                                      |
| 28-6-2008                                                            | Libreville                                                           | Gabon                                                                | 2 – 0                                                                | Lesotho                                                              | Qual. Mondiali 2010                                                  | -                                                                    |                                                                      |
| 19-8-2008                                                            | Mantes-la-Ville                                                      | Mali                                                                 | 0 – 0                                                                | Gabon                                                                | Amichevole                                                           | -                                                                    | 55’                                                                  |
| 7-9-2008                                                             | Rantsala                                                             | Lesotho                                                              | 0 – 3                                                                | Gabon                                                                | Qual. Mondiali 2010                                                  | 1                                                                    |                                                                      |
| 11-10-2008                                                           | Libreville                                                           | Gabon                                                                | 1 – 0                                                                | Libia                                                                | Qual. Mondiali 2010                                                  | -                                                                    |                                                                      |
| 18-11-2008                                                           | Compiègne                                                            | Gabon                                                                | 3 – 3                                                                | Guinea                                                               | Amichevole                                                           | -                                                                    | 46’                                                                  |
| 28-3-2009                                                            | Casablanca                                                           | Marocco                                                              | 1 – 2                                                                | Gabon                                                                | Qual. Mondiali 2010                                                  | -                                                                    |                                                                      |
| 6-6-2009                                                             | Libreville                                                           | Gabon                                                                | 3 – 0                                                                | Togo                                                                 | Qual. Mondiali 2010                                                  | 1                                                                    |                                                                      |
| 10-10-2009                                                           | Libreville                                                           | Gabon                                                                | 3 – 1                                                                | Marocco                                                              | Qual. Mondiali 2010                                                  | -                                                                    |                                                                      |
| 14-11-2009                                                           | Lomé                                                                 | Togo                                                                 | 1 – 0                                                                | Gabon                                                                | Qual. Mondiali 2010                                                  | -                                                                    |                                                                      |
| 6-1-2010                                                             | Bloemfontein                                                         | Gabon                                                                | 1 – 0                                                                | Mozambico                                                            | Amichevole                                                           | -                                                                    |                                                                      |
| 13-1-2010                                                            | Lubango                                                              | Cambogia                                                             | 0 – 1                                                                | Gabon                                                                | Coppa d'Africa 2010 - 1º turno                                       | -                                                                    |                                                                      |
| 17-1-2010                                                            | Lubango                                                              | Gabon                                                                | 0 – 0                                                                | Tunisia                                                              | Coppa d'Africa 2010 - 1º turno                                       | -                                                                    |                                                                      |
| 21-1-2010                                                            | Benguela                                                             | Gabon                                                                | 1 – 2                                                                | Zambia                                                               | Coppa d'Africa 2010 - 1º turno                                       | -                                                                    |                                                                      |
| 19-5-2010                                                            | Ajaccio                                                              | Gabon                                                                | 3 – 0                                                                | Togo                                                                 | Amichevole                                                           | -                                                                    |                                                                      |
| 11-8-2010                                                            | Algeri                                                               | Algeria                                                              | 1 – 2                                                                | Gabon                                                                | Amichevole                                                           | -                                                                    |                                                                      |
| 8-10-2010                                                            | Mascate                                                              | Oman                                                                 | 1 – 0                                                                | Gabon                                                                | Amichevole                                                           | -                                                                    | Ammonizione                                                          |
| 17-11-2010                                                           | Saint-Gratien                                                        | Senegal                                                              | 2 – 1                                                                | Gabon                                                                | Amichevole                                                           | -                                                                    |                                                                      |
| 9-2-2011                                                             | Libreville                                                           | Gabon                                                                | 2 – 0                                                                | RD del Congo                                                         | Amichevole                                                           | -                                                                    |                                                                      |
| 7-6-2011                                                             | Moanda                                                               | Gabon                                                                | 0 – 1                                                                | Gambia                                                               | Amichevole                                                           | -                                                                    |                                                                      |
| 10-8-2011                                                            | Saint-Leu-la-Forêt                                                   | Gabon                                                                | 1 – 1                                                                | Guinea                                                               | Amichevole                                                           | -                                                                    |                                                                      |
| 6-9-2011                                                             | Libreville                                                           | Gabon                                                                | 1 – 0                                                                | Niger                                                                | Amichevole                                                           | 1                                                                    |                                                                      |
| 7-10-2011                                                            | Cannes                                                               | Gabon                                                                | 1 – 1                                                                | Guinea Equatoriale                                                   | Amichevole                                                           | -                                                                    |                                                                      |
| 10-11-2011                                                           | Libreville                                                           | Gabon                                                                | 0 – 2                                                                | Brasile                                                              | Amichevole                                                           | -                                                                    |                                                                      |
| 16-1-2012                                                            | Franceville                                                          | Gabon                                                                | 0 – 0                                                                | Sudan                                                                | Amichevole                                                           | -                                                                    |                                                                      |
| 23-1-2012                                                            | Libreville                                                           | Gabon                                                                | 2 – 0                                                                | Niger                                                                | Coppa d'Africa 2012 - 1º turno                                       | -                                                                    |                                                                      |
| 27-1-2012                                                            | Libreville                                                           | Gabon                                                                | 3 – 2                                                                | Marocco                                                              | Coppa d'Africa 2012 - 1º turno                                       | -                                                                    |                                                                      |
| 31-1-2012                                                            | Franceville                                                          | Gabon                                                                | 1 – 0                                                                | Tunisia                                                              | Coppa d'Africa 2012 - 1º turno                                       | -                                                                    |                                                                      |
| 5-2-2012                                                             | Libreville                                                           | Gabon                                                                | 1 – 1 dts (5 – 6 dtr)                                                | Mali                                                                 | Coppa d'Africa 2012 - Quarti di Finale                               | -                                                                    |                                                                      |
| 3-6-2012                                                             | Niamey                                                               | Niger                                                                | 3 – 0                                                                | Gabon                                                                | Qual. Mondiali 2014                                                  | -                                                                    |                                                                      |
| 9-6-2012                                                             | Libreville                                                           | Gabon                                                                | 1 – 0                                                                | Burkina Faso                                                         | Qual. Mondiali 2014                                                  | -                                                                    |                                                                      |
| 22-3-2013                                                            | Brazzaville                                                          | Rep. del Congo                                                       | 1 – 0                                                                | Gabon                                                                | Qual. Mondiali 2014                                                  | -                                                                    |                                                                      |
| 8-6-2013                                                             | Libreville                                                           | Gabon                                                                | 0 – 0                                                                | Rep. del Congo                                                       | Qual. Mondiali 2014                                                  | -                                                                    | Cap.                                                                 |
| 15-6-2013                                                            | Libreville                                                           | Gabon                                                                | 4 – 1                                                                | Niger                                                                | Qual. Mondiali 2014                                                  | 1                                                                    |                                                                      |
| 14-8-2013                                                            | Lisbona                                                              | Gabon                                                                | 1 – 1                                                                | Capo Verde                                                           | Amichevole                                                           | 1                                                                    |                                                                      |
| 7-9-2013                                                             | Ouagadougou                                                          | Burkina Faso                                                         | 1 – 0                                                                | Gabon                                                                | Qual. Mondiali 2014                                                  | -                                                                    |                                                                      |
| 5-3-2014                                                             | Marrakech                                                            | Marocco                                                              | 1 – 1                                                                | Gabon                                                                | Amichevole                                                           | -                                                                    |                                                                      |
| 6-9-2014                                                             | Libreville                                                           | Gabon                                                                | 1 – 0                                                                | Angola                                                               | Qual. Coppa d'Africa 2015                                            | -                                                                    |                                                                      |
| 10-9-2014                                                            | Maseru                                                               | Lesotho                                                              | 1 – 1                                                                | Gabon                                                                | Qual. Coppa d'Africa 2015                                            | -                                                                    |                                                                      |
| 11-10-2014                                                           | Libreville                                                           | Gabon                                                                | 2 – 0                                                                | Burkina Faso                                                         | Qual. Coppa d'Africa 2015                                            | -                                                                    |                                                                      |
| 9-1-2015                                                             | Dakar                                                                | Senegal                                                              | 1 – 0                                                                | Gabon                                                                | Amichevole                                                           | -                                                                    |                                                                      |
| 17-1-2015                                                            | Bata                                                                 | Burkina Faso                                                         | 0 – 2                                                                | Gabon                                                                | Coppa d'Africa 2015 - 1º turno                                       | -                                                                    |                                                                      |
| 21-1-2015                                                            | Bata                                                                 | Gabon                                                                | 0 – 1                                                                | Rep. del Congo                                                       | Coppa d'Africa 2015 - 1º turno                                       | -                                                                    |                                                                      |
| 25-1-2015                                                            | Bata                                                                 | Gabon                                                                | 0 – 2                                                                | Guinea Equatoriale                                                   | Coppa d'Africa 2015 - 1º turno                                       | -                                                                    |                                                                      |
| 25-3-2015                                                            | Bamako                                                               | Mali                                                                 | 3 – 4                                                                | Gabon                                                                | Amichevole                                                           | 1                                                                    |                                                                      |
| 30-3-2015                                                            | Libreville                                                           | Gabon                                                                | 0 – 0                                                                | Bielorussia                                                          | Amichevole                                                           | -                                                                    | Cap. 88’                                                             |
| 6-6-2015                                                             | Niamey                                                               | Niger                                                                | 2 – 1                                                                | Gabon                                                                | Amichevole                                                           | -                                                                    |                                                                      |
| 14-6-2015                                                            | Libreville                                                           | Gabon                                                                | 0 – 0                                                                | Costa d'Avorio                                                       | Amichevole                                                           | -                                                                    |                                                                      |
| 5-9-2015                                                             | Libreville                                                           | Gabon                                                                | 4 – 0                                                                | Sudan                                                                | Amichevole                                                           | -                                                                    |                                                                      |
| 9-10-2015                                                            | Tunisi                                                               | Tunisia                                                              | 3 – 3                                                                | Gabon                                                                | Amichevole                                                           | -                                                                    |                                                                      |
| 25-3-2016                                                            | Franceville                                                          | Gabon                                                                | 2 – 1                                                                | Sierra Leone                                                         | Amichevole                                                           | -                                                                    |                                                                      |
| 28-5-2016                                                            | Sant Adrià de Besòs                                                  | Mauritania                                                           | 2 – 0                                                                | Gabon                                                                | Amichevole                                                           | -                                                                    |                                                                      |
| 4-6-2016                                                             | Abidjan                                                              | Costa d'Avorio                                                       | 2 – 1                                                                | Gabon                                                                | Amichevole                                                           | -                                                                    | Cap.                                                                 |
| 2-9-2016                                                             | Khartoum                                                             | Sudan                                                                | 1 – 2                                                                | Gabon                                                                | Amichevole                                                           | 1                                                                    |                                                                      |
| 6-9-2016                                                             | Illzach                                                              | Camerun                                                              | 2 – 1                                                                | Gabon                                                                | Amichevole                                                           | -                                                                    |                                                                      |
| 8-10-2016                                                            | Franceville                                                          | Gabon                                                                | 0 – 0                                                                | Marocco                                                              | Qual. Mondiali 2018                                                  | -                                                                    |                                                                      |
| 12-11-2016                                                           | Bamako                                                               | Mali                                                                 | 0 – 0                                                                | Gabon                                                                | Qual. Mondiali 2018                                                  | -                                                                    |                                                                      |
| 15-11-2016                                                           | Tunisi                                                               | Gabon                                                                | 1 – 1                                                                | Comore                                                               | Amichevole                                                           | -                                                                    |                                                                      |
| 14-1-2017                                                            | Libreville                                                           | Gabon                                                                | 1 – 1                                                                | Guinea-Bissau                                                        | Coppa d'Africa 2017 - 1º turno                                       | -                                                                    |                                                                      |
| 18-1-2017                                                            | Libreville                                                           | Gabon                                                                | 1 – 1                                                                | Burkina Faso                                                         | Coppa d'Africa 2017 - 1º turno                                       | -                                                                    |                                                                      |
| 22-1-2017                                                            | Libreville                                                           | Camerun                                                              | 0 – 0                                                                | Gabon                                                                | Coppa d'Africa 2017 - 1º turno                                       | -                                                                    |                                                                      |
| 2-9-2017                                                             | Libreville                                                           | Gabon                                                                | 0 – 3                                                                | Costa d'Avorio                                                       | Qual. Mondiali 2018                                                  | -                                                                    | Cap.                                                                 |
| 5-9-2017                                                             | Bouaké                                                               | Costa d'Avorio                                                       | 1 – 2                                                                | Gabon                                                                | Qual. Mondiali 2018                                                  | -                                                                    | Cap.                                                                 |
| 7-10-2017                                                            | Marrakech                                                            | Marocco                                                              | 3 – 0                                                                | Gabon                                                                | Qual. Mondiali 2018                                                  | -                                                                    |                                                                      |
| 10-10-2017                                                           | Salon-de-Provence                                                    | Gabon                                                                | 0 – 1                                                                | Benin                                                                | Amichevole                                                           | -                                                                    | 46’                                                                  |
| 11-11-2017                                                           | Franceville                                                          | Gabon                                                                | 0 – 0                                                                | Mali                                                                 | Qual. Mondiali 2018                                                  | -                                                                    |                                                                      |
| 14-11-2017                                                           | Franceville                                                          | Gabon                                                                | 1 – 1                                                                | Botswana                                                             | Amichevole                                                           | -                                                                    | 46’                                                                  |
| 8-9-2018                                                             | Libreville                                                           | Gabon                                                                | 1 – 1                                                                | Burundi                                                              | Qual. Coppa d'Africa 2019                                            | -                                                                    |                                                                      |
| 11-9-2018                                                            | Libreville                                                           | Gabon                                                                | 0 – 1                                                                | Zambia                                                               | Amichevole                                                           | -                                                                    | 76’                                                                  |
| 12-10-2018                                                           | Libreville                                                           | Gabon                                                                | 3 – 0                                                                | Sudan del Sud                                                        | Qual. Coppa d'Africa 2019                                            | -                                                                    |                                                                      |
| 16-10-2018                                                           | Giuba                                                                | Sudan del Sud                                                        | 0 – 1                                                                | Gabon                                                                | Qual. Coppa d'Africa 2019                                            | -                                                                    | Cap.                                                                 |
| 17-11-2018                                                           | Libreville                                                           | Gabon                                                                | 0 – 1                                                                | Mali                                                                 | Qual. Coppa d'Africa 2019                                            | -                                                                    | Cap.                                                                 |
| 23-3-2019                                                            | Bujumbura                                                            | Burundi                                                              | 1 – 1                                                                | Gabon                                                                | Qual. Coppa d'Africa 2019                                            | -                                                                    |                                                                      |
| 10-10-2019                                                           | Saint-Leu-la-Forêt                                                   | Burkina Faso                                                         | 0 – 1                                                                | Gabon                                                                | Amichevole                                                           | -                                                                    |                                                                      |
| 15-10-2019                                                           | Tangeri                                                              | Marocco                                                              | 2 – 3                                                                | Gabon                                                                | Amichevole                                                           | -                                                                    | 46’                                                                  |
| 14-11-2019                                                           | Kinshasa                                                             | RD del Congo                                                         | 0 – 0                                                                | Gabon                                                                | Qual. Coppa d'Africa 2021                                            | -                                                                    |                                                                      |
| 17-11-2019                                                           | Libreville                                                           | Gabon                                                                | 2 – 1                                                                | Angola                                                               | Qual. Coppa d'Africa 2021                                            | -                                                                    |                                                                      |
| 11-10-2020                                                           | Lisbona                                                              | Gabon                                                                | 0 – 2                                                                | Benin                                                                | Amichevole                                                           | -                                                                    |                                                                      |
| 12-11-2020                                                           | Franceville                                                          | Gabon                                                                | 2 – 1                                                                | Gambia                                                               | Qual. Coppa d'Africa 2021                                            | -                                                                    |                                                                      |
| 16-11-2020                                                           | Bakau                                                                | Gambia                                                               | 2 – 1                                                                | Gabon                                                                | Qual. Coppa d'Africa 2021                                            | 1                                                                    |                                                                      |
| 25-3-2021                                                            | Franceville                                                          | Gabon                                                                | 3 – 0                                                                | RD del Congo                                                         | Qual. Coppa d'Africa 2021                                            | -                                                                    |                                                                      |
| 29-3-2021                                                            | Luanda                                                               | Angola                                                               | 2 – 0                                                                | Gabon                                                                | Qual. Coppa d'Africa 2021                                            | -                                                                    | Cap.                                                                 |
| 1-9-2021                                                             | Bengasi                                                              | Libia                                                                | 2 – 1                                                                | Gabon                                                                | Qual. Mondiali 2022                                                  | -                                                                    |                                                                      |
| 5-9-2021                                                             | Libreville                                                           | Gabon                                                                | 1 – 1                                                                | Egitto                                                               | Qual. Mondiali 2022                                                  | -                                                                    |                                                                      |
| 12-11-2021                                                           | Libreville                                                           | Gabon                                                                | 1 – 0                                                                | Libia                                                                | Qual. Mondiali 2022                                                  | -                                                                    | 88’                                                                  |
| 16-11-2021                                                           | Alessandria d'Egitto                                                 | Egitto                                                               | 2 – 1                                                                | Gabon                                                                | Qual. Mondiali 2022                                                  | -                                                                    | Cap.                                                                 |
| 2-1-2022                                                             | Dubai                                                                | Burkina Faso                                                         | 3 – 0                                                                | Gabon                                                                | Amichevole                                                           | -                                                                    |                                                                      |
| 10-1-2022                                                            | Yaoundé                                                              | Gabon                                                                | 1 – 0                                                                | Comore                                                               | Coppa d'Africa 2021 - 1º turno                                       | -                                                                    | Cap.                                                                 |
| 14-1-2022                                                            | Yaoundé                                                              | Gabon                                                                | 1 – 1                                                                | Ghana                                                                | Coppa d'Africa 2021 - 1º turno                                       | -                                                                    | 24’                                                                  |
| 18-1-2022                                                            | Yaoundé                                                              | Gabon                                                                | 2 – 2                                                                | Marocco                                                              | Coppa d'Africa 2021 - 1º turno                                       | -                                                                    | Cap.                                                                 |
| 23-1-2022                                                            | Limbe                                                                | Burkina Faso                                                         | 1 – 1 dts (8 – 7 dtr)                                                | Gabon                                                                | Coppa d'Africa 2021 - Ottavi di Finale                               | -                                                                    | 67’                                                                  |
| 17-10-2023                                                           | São João da Venda                                                    | Guinea                                                               | 1 – 1                                                                | Gabon                                                                | Amichevole                                                           | -                                                                    |                                                                      |
| 16-11-2023                                                           | Franceville                                                          | Gabon                                                                | 2 – 1                                                                | Kenya                                                                | Qual. Mondiali 2026                                                  | -                                                                    | Cap.                                                                 |
| 19-11-2023                                                           | Dar es Salaam                                                        | Burundi                                                              | 1 – 2                                                                | Gabon                                                                | Qual. Mondiali 2026                                                  | -                                                                    | Cap. 43’                                                             |
| 22-3-2024                                                            | Amiens                                                               | Senegal                                                              | 3 – 0                                                                | Gabon                                                                | Amichevole                                                           | -                                                                    | Cap.                                                                 |
| 25-3-2024                                                            | Chambly                                                              | Gabon                                                                | 1 – 1                                                                | Rep. del Congo                                                       | Amichevole                                                           | -                                                                    |                                                                      |
| 7-6-2024                                                             | Korhogo                                                              | Costa d'Avorio                                                       | 1 – 0                                                                | Gabon                                                                | Qual. Mondiali 2026                                                  | -                                                                    |                                                                      |
| 11-6-2024                                                            | Libreville                                                           | Gabon                                                                | 3 – 2                                                                | Gambia                                                               | Qual. Mondiali 2026                                                  | -                                                                    |                                                                      |
| 6-9-2024                                                             | Agadir                                                               | Marocco                                                              | 4 – 1                                                                | Gabon                                                                | Qual. Coppa d'Africa 2025                                            | -                                                                    | 66’                                                                  |
| 18-11-2024                                                           | Johannesburg                                                         | Rep. Centrafricana                                                   | 0 – 1                                                                | Gabon                                                                | Qual. Coppa d'Africa 2025                                            | -                                                                    | Cap.                                                                 |
| 20-3-2025                                                            | Franceville                                                          | Gabon                                                                | 3 – 0                                                                | Seychelles                                                           | Qual. Mondiali 2026                                                  | -                                                                    | Cap. 71’                                                             |
| 23-3-2025                                                            | Nairobi                                                              | Kenya                                                                | 1 – 2                                                                | Gabon                                                                | Qual. Mondiali 2026                                                  | -                                                                    | Cap.                                                                 |
| Totale                                                               |                                                                      | Presenze (3º posto)                                                  | 109                                                                  |                                                                      | Reti                                                                 | 9                                                                    |                                                                      |

## Palmarès

### Club

#### Competizioni nazionali
- Campionato gabonese: 1

FC 105 Libreville: 2007